# Dosha
Dosha bzw. Doscha (doṣa) ist ein zentraler Begriff im Ayurveda, der aus dem Sanskrit stammt und wörtlich „Fehler“ bedeutet, aber übersetzt werden kann mit 'das, was Probleme verursachen kann‘. Die drei Doshas der die brahmanische Heilkunde charakterisierenden Tridosalehre – Vata, Pitta und Kapha – werden fälschlicherweise als Lebensenergien bezeichnet. Die altindische Krankheitslehre beruht auf der Lehre von den dosas und damit auf der Verteilung bzw. Mischung der Körpersäfte Wind, Galle und Schleim sowie später auch Blut. Die Doshas verleihen dem Menschen seine individuelle Konstitution, und sie regulieren seine körperliche und geistige Funktion. Jeder Mensch wird danach mit einer ihm eigenen Konstitution (Prakriti), das heißt einer nur ihm eigenen Mischung der drei Doshas geboren. Diese wird durch die Konstitution der Eltern sowie durch den Zeitpunkt der Empfängnis und weiteren Faktoren bestimmt.
Die bei der Geburt festliegende Konstitution (Prakriti) stellt für die jeweilige Person die individuelle Norm eines ausgeglichenen Zustandes dar. Dabei kann durchaus eines der drei Doshas stark überwiegen, zum Beispiel bei einer Vata-Konstitution (s. u.). Erst wenn das Gleichgewicht der Doshas relativ zur Konstitution ins Ungleichgewicht gerät, was durch schlechte Angewohnheiten, falsche Ernährung, Überarbeitung usw. geschehen kann, entsteht ein unnatürlicher, potentiell krank machender Zustand (Vikriti), und man wird anfällig.
Im Ayurveda wird angestrebt, den Zustand der Prakriti aufrechtzuerhalten. Im Falle einer Erkrankung wird die Krankheit im Ayurveda im Hinblick auf die Konstitution bzw. auf ein aus dem Gleichgewicht geratenes Dosha behandelt, und zwar so, dass der Zustand des individuellen Gleichgewichts wiederhergestellt wird.

## Die drei Doshas

### Vata
Vata (ausgesprochen Wata) stammt aus dem Sanskrit und bedeutet ‚Luft, Wind‘. Es ist verantwortlich für alle Bewegungsabläufe im Körper, sowohl physische als auch psychische.

Vata steht für das Prinzip der Leichtigkeit und Veränderung. Als kosmische Verbindung steht es für den Wind und das Grundprinzip ist Veränderung.
Die Elemente sind Äther und Luft und die Einflüsse Aktivität und Bewegung. Vata ist kalt, flexibel, trocken und durchdringend.

#### Der Vata-Typ
- sehr groß oder sehr klein
- schlank, dünn, zart
- längliches Gesicht, kleine Augen
- unregelmäßige Zähne und schmalere Lippen
- geringes Gewicht und leichter Körperbau
- trockene Haut, trockene Haare, lockiges Kringelhaar
- Venen gut sichtbar
- neigt zu trockener Haut
- friert leicht, speziell an Händen und Füßen
- begeisterungsfähig, geistig sehr wendig
- geht Dinge schnell an
- hat eine Abneigung gegen kaltes und windiges Wetter
- unregelmäßiges Hungergefühl und unregelmäßige Verdauung, Neigung zur Verstopfung
- schnelle Auffassungsgabe und gutes Kurzzeitgedächtnis
- Neigung zu Sorgen und Kummer sowie zu leichtem und unterbrochenem Schlaf
- spricht schnell und wechselt oft das Thema
- kann Dinge nicht so gut ein- und durchhalten
- verspricht viel, kann aber dann nicht einhalten
- hat viele Ideen, bringt aber nur wenig zu Ende

### Pitta
Pitta bedeutet „Galle“, besteht aus dem Element Feuer und ist heiß und trocken. Es beeinflusst den Stoffwechsel, inklusive der Erzeugung von Wärme, hat einen Bezug zur Sonne und das Grundprinzip ist die Umwandlung.

#### Der Pitta-Typ
- mittelschwerer Körperbau
- geht Dinge mit mittlerer Geschwindigkeit an
- arbeitet sehr systematisch und organisiert
- Abneigung gegen Hitze
- starker Hunger und gute Verdauung, kann Mahlzeiten schlecht ausfallen lassen
- mittlere Auffassungsgabe und Gedächtnis
- guter Redner
- gibt Erlerntes systematisch wieder
- unternehmenslustiger und mutiger Charakter
- Neigung zu Ungeduld und Ärgerlichkeit
- präzise und genau, Perfektionsneigung
- leicht erregbar
- bevorzugt kalte Speisen und kühle Getränke
- Neigung zu Sommersprossen und Muttermalen
- liebt Aufenthalt in der Natur, Meer, Berge
- muss sich sportlich betätigen um sich gut zu fühlen
- hoher Haaransatz, neigt früh zu Geheimratsecken und Glatzenbildung

### Kapha
Kapha (ausgesprochen 'Ka-pha') besteht aus den Elementen Wasser und Erde, das Grundprinzip ist die Trägheit. Es steht für Stabilität, das Nährende, Fürsorgliche, Mütterliche und ist auf körperlicher Ebene für alles Feste wie Knochen, Zähne und Nägel zuständig. Kapha ist kühl.

#### Der Kapha-Typ
- stabiler und schwerer Körperbau, Neigung zu Übergewicht
- große Stärke und Ausdauer
- geht Dinge methodisch und langsam an
- Neigung zu glatter und fetter Haut
- geringes Hungergefühl und langsame Verdauung
- ruhige und beständige Persönlichkeit
- langsame Auffassungsgabe, aber gutes Langzeitgedächtnis
- tiefer und langer Schlaf
- kräftiges, eher dunkles Haar
- schwer aus der Ruhe zu bringen
- steht zu seinem Wort, bleibt dran
- neigt zur Melancholie
- nimmt Dinge schwer
- neigt zur Jammerei und bewegt sich nicht so gerne